# Adisorn Noonart
Adisorn Noonart (thailändisch อดิศร หนูนารถ, * 29. März 1987) ist ein thailändischer Fußballspieler.

## Karriere
Adisorn Noonart steht seit mindestens 2019 beim Phrae United FC unter Vertrag. Wo er vorher gespielt hat, ist unbekannt. Der Verein aus Phrae spielte in der dritten Liga, der Thai League 3, in der Upper Region. Ende 2019 wurde er mit Phrae Vizemeister der Liga und stieg somit in die zweite Liga auf. 2019 absolvierte er 21 Drittligaspiele. Von 2020 bis 2022 kam er 51-mal in der zweiten Liga zum Einsatz. Zu Beginn der Saison 2022/23 unterschrieb er im Juni 2022 einen Vertrag beim Zweitligaaufsteiger Nakhon Si United FC. Die Saison 2023/24 wurde er mit dem Verein Tabellenfünfter und qualifizierte sich somit für die Aufstiegsspiele zur ersten Liga. Hier konnte man sich jedoch nicht gegen den Rayong FC durchsetzen und verblieb in der zweiten Liga.